# Macropsis parvus
Macropsis parvus är en insektsart som beskrevs av Ribaut 1959. Macropsis parvus ingår i släktet Macropsis och familjen dvärgstritar. Inga underarter finns listade i Catalogue of Life.